# Thorvald Nicolai Thiele
Pour les articles homonymes, voir Thiele.
Thorvald Nicolai Thiele (24 décembre 1838 - 26 septembre 1910) est un astronome, actuaire et statisticien danois, connu surtout pour ses travaux dans les domaines de la statistique, de l'interpolation et du problème à trois corps.

## Biographie
Thiele fait des contributions importantes en statistique et dans l’étude des séries temporelles. Il introduit les cumulants et (en danois)[pas clair] la fonction de vraisemblance. Ces contributions n'ont pas été créditées à Thiele par Ronald A. Fisher, qui a néanmoins placé Thiele dans sa liste des plus grands statisticiens de tous les temps sur la bases d'autres contributions de Thiele.
Thiele est également le fondateur et directeur mathématique de la Société d'assurance Hafnia et dirige la fondation danoise des actuaires. C'est grâce à son travail dans le domaine des assurances qu'il entre en contact avec le mathématicien Jørgen Pedersen Gram. Il est membre de l'Académie royale danoise des sciences et des lettres et à l'origine de la fondation de la Société mathématique du Danemark en 1873.
Il est le père de Holger Thiele.
L'astéroïde (1586) Thiele porte son nom.